# Exit

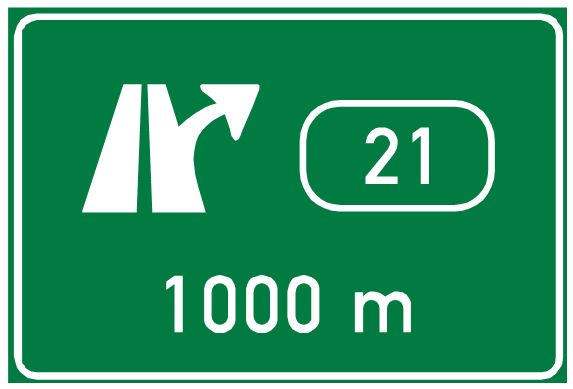
České značení exitu

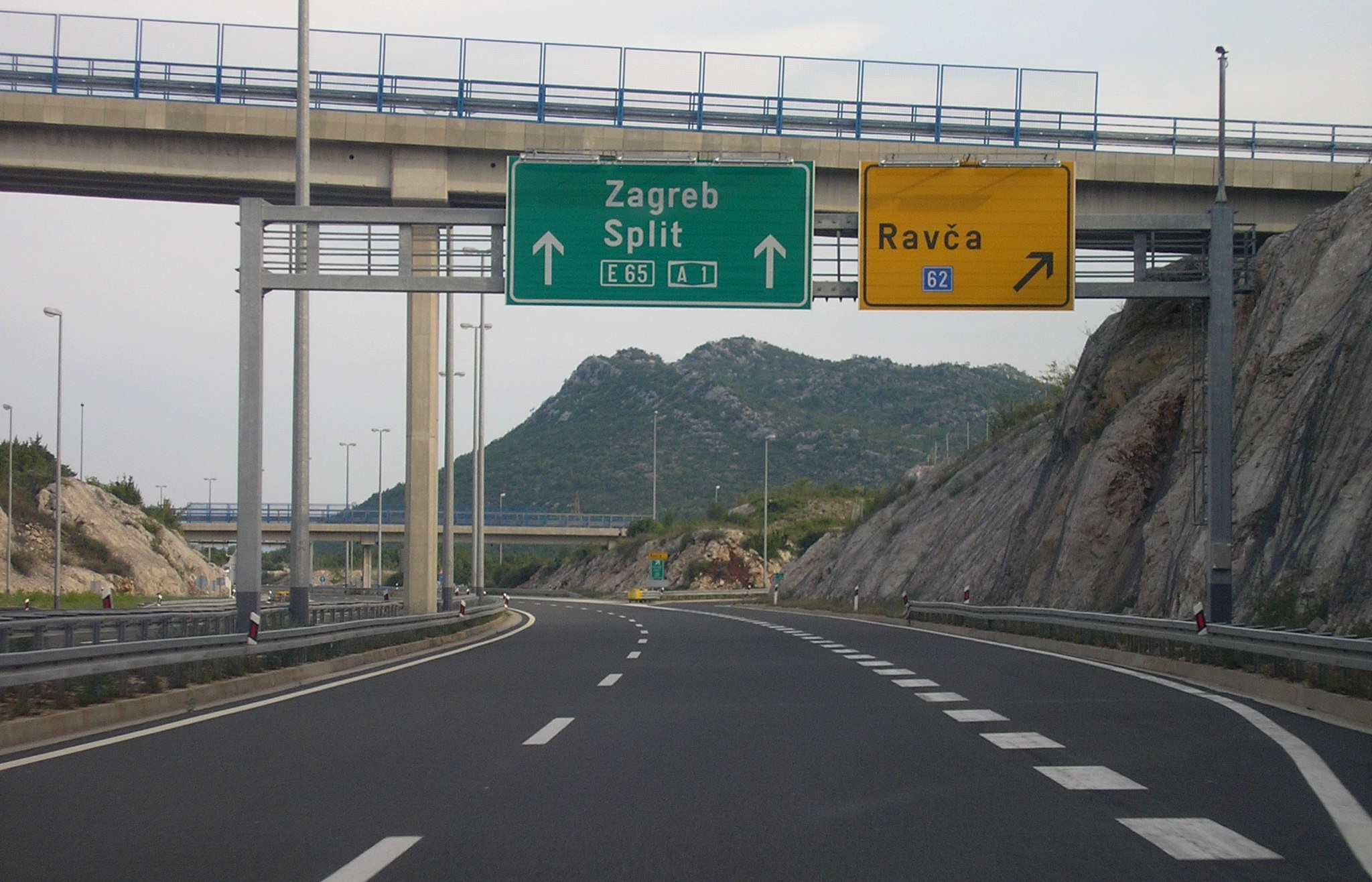
Exit na chorvatské dálnici A1

Exit (z anglického exit – „výjezd, východ“) je označení pro dálniční křižovatku s jinou silnicí, která umožňuje najetí na dálnici nebo její opuštění. Česky se nazývá také nájezd. Zpravidla jde o mimoúrovňovou křižovatku.
Na každé dálnici se exity číslují, ve směru staničení. V některých zemích se číslují podle kilometru, na němž se nacházejí (např. Česko, Slovensko, Rakousko), jinde číselnou řadou podle pořadí (např. Německo, Francie). Oba způsoby mají své výhody, číslování podle kilometru např. tu, že lze jednoduše očíslovat dodatečně přistavěné nájezdy.
Exit se zpravidla nachází na obou stranách dálnice (pro oba směry) pro výjezd i nájezd. Výjimečně se vyskytují neúplné exity, které lze použít jen v určitém směru. Např. na české dálnici D1 je to případ sousedních exitů Hořice (lze najet a sjet jen od Prahy/na Prahu) a Koberovice (jen do/od Brna).
V různých státech je standardem různá vzdálenost mezi exity. Jejich vyšší hustota poskytuje lepší obslužnost okolí dálnice, na druhou stranu zvyšuje stavební náklady a množství potenciálně kolizních míst. Spíše menší počet exitů se vyskytuje v zemích se systémem placení poplatků na mýtnicích, neboť ty se musí budovat na každém exitu.
Někdy, typicky na vytížených úsecích kolem velkých měst, se namísto řady exitů budují podél celého úseku paralelní komunikace, na které lze na začátku z dálnice sjet a na nichž jsou pak další křižovatky a odbočky.